# 伊藤彰 (野球)
伊藤 彰（いとう あきら、1978年12月21日 - ）は、東京都調布市出身の元プロ野球選手（投手、左投左打）、野球指導者。1997年から1999年の登録名は「アキラ」背番号は11番。ドラフト一位指名。高校で世代ナンバーワンと言われた本格派左腕。
現在は山梨学院大学硬式野球部コーチ。

## 来歴・人物
調布リトル・シニアから山梨学院大付高へ進学、2、3年夏と甲子園に出場して1996年ドラフト1位でヤクルト入団。同期には岩村明憲らがいた。当初は近鉄も獲得の意思を表明していたが「左肩に不安がある」という理由からメディカルチェックを要望。しかし、伊藤側はこれを拒否したため近鉄は指名を回避し、前川克彦を指名する方針に切り替え。これにより単独指名となったヤクルトに入団。入団時は調布リトル・シニアの先輩である荒木大輔の背番号を付けた。
プロ入りしたものの、ドラフトの際に不安視されていた左肩痛が重症と判明、アメリカで手術をするが2軍ですら全く戦力とならず、2000年にプロ生活僅か4年で1軍登板の無いまま引退となった。
その後、山梨学院大学に進学、卒業後は同大学硬式野球部コーチに就任し、夢の神宮を目指し再出発した。高橋一三監督の体調不良により、2014年春に同大学硬式野球部監督に昇格し、全日本大学野球選手権大会の初出場を決めた。

## 詳細情報

### 年度別投手成績
- 一軍公式戦出場なし

### 背番号
- 11 （1997年 - 1999年）
- 64 （2000年）

### 登録名
- アキラ （1997年 - 1999年）
- 伊藤 彰 （いとう あきら、2000年）